# Tribunal da Relação de Coimbra
O Tribunal da Relação de Coimbra (sigla: TRC) é um tribunal superior português, sediado em Coimbra, competente para julgar, em segunda instância, recursos provenientes dos tribunais das comarcas de Coimbra, Viseu, Guarda, Castelo Branco e Leiria.
A Relação de Coimbra tem, desde 27 de outubro de 1928, a sua sede instalada no Palácio da Justiça de Coimbra, antigo Palácio dos Condes do Ameal.

## História

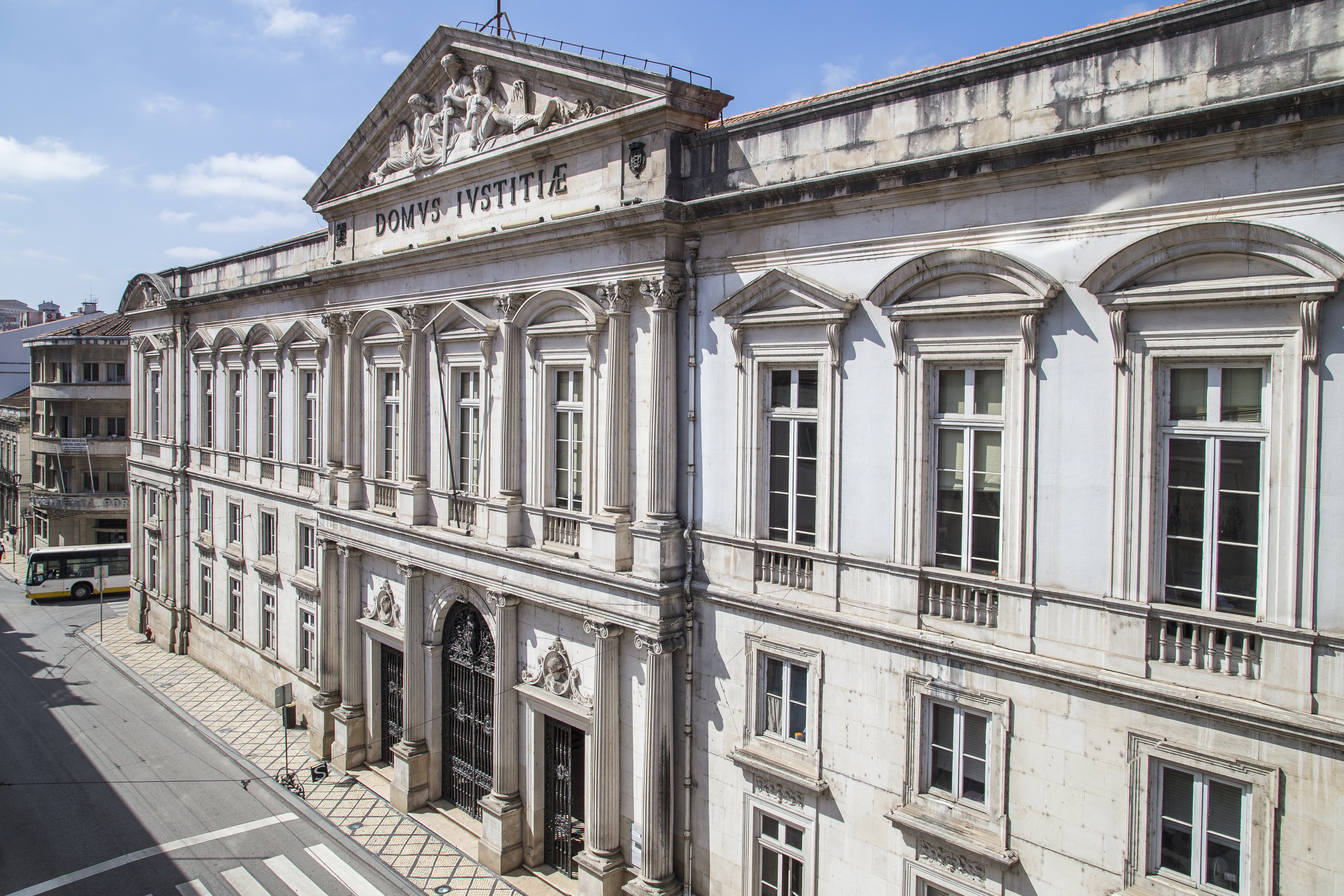
Tribunal da Relação de Coimbra.

O Tribunal da Relação de Coimbra foi criado pelo decreto n.º 4250, de 8 de .aio de 1918 , durante a vigência do mandato do presidente da República Sidónio Pais, e sob grande influência do professor José Alberto dos Reis, lente na Faculdade de Direito da Universidade de Coimbra.
A primeira localização da Relação de Coimbra foi na Casa do Diretor da Cadeia Penitenciária de Coimbra. Em 27 de outubro de 1928, instalou-se no Palácio da Justiça de Coimbra, num edifício que teve a sua origem em 1549, com a edificação do Colégio Universitário de São Tomás de Aquino, pertencente à Ordem de São Domingos, onde se lecionavam temas teológicos. Este Colégio foi extinto em 1834. Em 1892, o imóvel foi adquirido pela família dos Condes do Ameal, que transformou o extinto Colégio em palacete senhorial. Em 25 de janeiro de 1928, o palacete foi adquirido pelo Ministério da Justiça, procedendo-se à sua remodelação e conversão em Palácio da Justiça, com a intenção de nele integrar os Serviços da Justiça de Coimbra. Tal decisão foi tomada por Manuel Rodrigues, ministro da Justiça.
O Tribunal da Relação de Coimbra celebrou em 2018 o primeiro centenário.
O atual Presidente da Relação de Coimbra é, desde 16 de fevereiro de 2017, o juiz desembargador Luís Azevedo Mendes .

## Funcionamento e competências
De acordo com a Lei de Organização do Sistema Judiciário, o Tribunal da Relação de Coimbra funciona, sob a direção de um presidente, em plenário e por secções, compreendendo secções em matéria cível, em matéria penal e em matéria social.
A Relação de Coimbra é, em regra, um tribunal de segunda instância e compete às secções, segundo a sua especialização, julgar recursos. 
Compete-lhe, ainda, julgar as ações propostas contra juízes de direito de primeira instância, procuradores da República e procuradores-adjuntos, por causa das suas funções; julgar processos por crimes cometidos pelos magistrados e juízes e recursos em matéria contraordenacional a eles respeitantes; julgar os processos judiciais de cooperação judiciária internacional em matéria penal; julgar os processos de revisão e confirmação de sentença estrangeira; julgar, por intermédio do relator, os termos dos recursos que lhe estejam cometidos pela lei de processo; e exercer as demais competências conferidas por lei.

## Lista de presidentes
|    |                                                  |         |                   |                |
| #  | Presidente do Tribunal da Relação de Coimbra     | Retrato | Início do mandato | Fim do mandato |
|    |                                                  |         |                   |                |
| 1  | Conselheiro Eduardo dos Santos                   |         | 1918              | 1922           |
| 2  | Conselheiro José Maria Pereira Forjaz de Sampaio |         | 1922              | 1929           |
| 3  | Conselheiro José Maria Cipriano Pereira da Silva |         | 1929              | 1934           |
| 4  | Conselheiro António Augusto do Amaral Pereira    |         | 1930              |                |
| 5  | Conselheiro Eduardo de sousa Magalhães           |         | 1934              |                |
| 6  | Conselheiro José Alfredo Rodrigues               |         | 1934              | 1938           |
| 7  | Conselheiro Abílio Duarte Dias de Andrade        |         | 1938              | 1940           |
| 8  | Conselheiro Justino da Costa Simões              |         | 1941              |                |
| 9  | Conselheiro Bernardo Augusto do Amaral Polónio   |         | 1941              | 1942           |
| 10 | Conselheiro Raul de Freitas Cardoso e Araújo     |         | 1942              | 1947           |
| 11 | Conselheiro António do Amaral Cabral             |         | 1947              | 1957           |
| 12 | Conselheiro José Perestrelo Botilheiro           |         | 1957              | 1961           |
| 13 | Conselheiro José Avelino Moreira                 |         | 1961              | 1962           |
| 14 | Conselheiro Hermano Freire Themundo Machado      |         | 1962              | 1964           |
| 15 | Conselheiro Ricardo Ferreira Lopes               |         | 1964              | 1966           |
| 16 | Conselheiro Francisco De Azevedo Soares          |         | 1966              | 1974           |
| 17 | Desembargador José Amadeu de Carvalho            |         | 1974              | 1975           |
| 18 | Desembargador Artur Martins Moreira da Fonseca   |         | 1975              | 1977           |
| 19 | Desembargador António Correia Melo Bandeira      |         | 1977              | 1979           |
| 20 | Desembargador José Henriques Simões              |         | 1979              | 1980           |
| 21 | Desembargador Frederico Carvalho Baptista        |         | 1980              | 1985           |
| 22 | Desembargador António Almeida Simões             |         | 1985              | 1986           |
| 23 | Desembargador Alexandre Soares Tomé              |         | 1986              | 1987           |
| 24 | Desembargador Frederico Mendes Carvalho          |         | 1987              | 1990           |
| 25 | Desembargador Fernando Marques Cordeiro          |         | 1990              |                |
| 26 | Dr. Fernando Jorge Castanheira da Costa          |         | 1990              | 1994           |
| 27 | Desembargador António Costa Marques              |         | 1994              |                |
| 28 | Desembargador Victor Manuel de Almeida Devesa    |         | 1994              | 1995           |
| 29 | Desembargador Hugo Afonso Santos Lopes           |         | 1995              | 1996           |
| 30 | Desembargador Carlos Manuel Gaspar Leitão        |         | 1996              | 2006           |
| 31 | Desembargador António Joaquim Piçarra            |         | 2006              | 2011           |
| 32 | Desembargador Isaías Pádua                       |         | 2012              | 2017           |
| 33 | Desembargador Luís Azevedo Mendes                |         | 2017              | 2022           |
| 34 | Desembargador Dr. Jorge Manuel da Silva Loureiro |         | 2022              | -              |